# Osmany Cienfuegos Gorriarán
Osmany Cienfuegos Gorriarán (La Habana, Cuba, 4 de febrero de 1931 — Ibídem, 17 de mayo de 2025) fue un arquitecto, político y militar cubano. Oficial del Ejército Rebelde bajo el mando de Fidel Castro que derrocó a la dictadura militar de Fulgencio Batista en 1959. Ejerció como Vicepresidente del Consejo de Ministros de Cuba hasta 2009 y fue ministro de varias carteras desde la década de 1960. Cienfuegos es también miembro del Comité Central del Partido Comunista de Cuba y diputado a la Asamblea Nacional del Poder Popular. 

## Biografía
Hermano mayor del mártir Camilo Cienfuegos, muerto en 1959 e hijo de los españoles anarquistas Ramón Cienfuegos Flores (de Pravia, Asturias) y Emilia Gorriarán Zavalla (de Urdiales, Cantabria).
Osmany Cienfuegos fue el único de tres hermanos que asistió a la Universidad de La Habana, donde se graduó como arquitecto en 1954. Se unió al Partido Socialista Popular (PSP). Se exilió en México en 1957 y permaneció allí hasta 1959. Después de la muerte de su hermano Camilo, fue nombrado Ministro de la Construcción entre 1959 y 1966. 
Después de la refundación del Partido Comunista de Cuba en 1965, Cienfuegos fue elegido presidente del Comité de Asuntos Exteriores del Comité Central del PCC. Desempeñó un papel clave en la implementación de las políticas cubanas hacia África en la década de 1960, como la misión militar cubana en el Congo de 1965. En 1966, fue nombrado Secretario General de la Organización de Solidaridad de los Pueblos de Asia, África y América Latina (OSPAAAL).
Fue Ministro del Turismo entre 1994 y 1999. Falleció el 17 de mayo de 2025, a los 94 años de edad.